# Universitätsnetzwerk Aurora
Das Universitätsnetzwerk Aurora ist ein am 21. Oktober 2016 gegründeter Zusammenschluss mehrerer Universitäten in Europa und einer Universität in der USA. Die selbst gesetzten Ziele sind in akademischen Belangen besser zusammenzuarbeiten, eine Gesellschaftsänderung herbeizuführen und zu den UN-Nachhaltigkeitszielen beizutragen. Das Netzwerk wird von der Europäischen Union und vom Erasmus-Programm mitfinanziert.
Folgende Universitäten gehören dem Aurora-Netzwerk an:
- Vrije Universiteit Amsterdam (Niederlande, Gründungsmitglied)
- Háskóli Íslands (Island, Gründungsmitglied)
- Universität East Anglia (Vereinigtes Königreich, Gründungsmitglied)
- Universität Duisburg-Essen (Deutschland, Gründungsmitglied)
- Universität Neapel Federico II (Italien)
- Universität Rovira i Virgili (Spanien)
- Universität Innsbruck (Österreich)
- Palacký-Universität Olmütz (Tschechien)
- Copenhagen Business School (Dänemark)
- Universität Paris XII (Frankreich)
- University of Minnesota (USA)

Frühere Mitglieder waren:
- Universität Grenoble (Frankreich, Gründungsmitglied)
- University of Aberdeen (Vereinigtes Königreich, Gründungsmitglied)
- Universität Antwerpen (Belgien, Gründungsmitglied)
- Universität Bergen (Norwegen, Gründungsmitglied)
- Universität Göteborg (Schweden, Gründungsmitglied)

## Studien- und Forschungszusammenarbeit
Das Aurora-Netzwerk bietet verschiedene Möglichkeiten für eine Zusammenarbeit in Forschung und Lehre. In der Forschung gibt es die von Aurora finanzierten Programme "Horizon Europe" und das "SDG Research"-Programm. Für Studierende werden verschiedene Mobilitätsprogramme angeboten. Weiters werden interdisziplinäre Programme und Kurse wie "Sustainability & Climate Change" angeboten. Immer wieder findet außerdem ein Zusammentreffen von Vertretern der Universitäten statt, wo über das bereits Erreichte und die zukünftige Zusammenarbeit diskutiert wird.